# Masked Wolf
哈利·迈克尔（英語：Harry Michael，1992年—），艺名为Masked Wolf，是一位澳洲饒舌歌手、詞曲作家和歌手。2021年因重发《汪洋太空人》而大受欢迎。

## 职业生涯
2019年，Masked Wolf采访时说：“我一直对音乐感兴趣，小时候，他的音乐商店实际上是在弹钢琴，键盘，吉他和鼓之类的乐器。”他是美国嘻哈音乐的粉丝。13岁就开始作词。
起初，Masked Wolf加入Teamwrk 唱片并发布《极速快车手》（Speed Racer）。 2021年他开始加入厄勒克特拉唱片。

## 作品列表

### 2018年
- 《极速快车手》（Speed Racer）
- 《威宾》（Vibin）

### 2019年
- 《麻木》（Numb）
- 《汪洋太空人》（Astronaut in the Ocean）
- 《邪恶里面》（Evil on the Inside）[5]

### 2020年
- 《按》（Switch）
- 《星》（Star）[6]
- 《走在水上》（Water Walkin）

### 2021年
- 《汪洋太空人》（Astronaut in the Ocean）[7]

## 資料來源
1. ↑  . Pilrats. 2019  [14 February 2021]. （原始内容存档于2019-06-01）.
2. ↑  . scenestr. 25 October 2019  [14 February 2021]. （原始内容存档于2019-10-30）.
3. ↑  . Good Intent. 2019  [14 February 2021]. （原始内容存档于2019-03-13）.
4. ↑  . otchiphop. 19 December 2018  [14 February 2021]. （原始内容存档于2020-09-20）.
5. ↑  与iiiConic合唱
6. ↑  与Yung Gwopp合唱
7. ↑  该歌曲曾于2019年发行，2021年1月12日重新发行。